# Philophylla millei
Philophylla millei
 es una especie de insecto del género Philophylla de la familia Tephritidae del orden Diptera. 
Han y Allen L.Norrbom la describieron científicamente por primera vez en el año 2008.